# 上海兆芯
上海兆芯集成电路有限公司（英語：Shanghai Zhaoxin Semiconductor Co., Ltd.），成立於2013年，為一間中華人民共和國國資控股公司，總部位於中國上海张江，在北京、西安、武漢、深圳等地設有研發中心及分公司。原始投資人為上海市国资委與台灣威盛電子，主要目標為研發中國自主知識產權的中央處理器晶片，推動中國信息產業整體發展。為無廠半導體公司，主要產品為兆芯（英語：Zhaoxin），採用x86指令集架構的通用中央處理器，技術來自台灣威盛电子。目前已有多款产品。

## 背景
上海兆芯集成电路有限公司是中国国资控股公司，由上海市国资委下属单位持有兆芯80%的股份，剩余股份则主要由威盛电子（VIA）持有。2021年獲得上海集成电路产业投资基金等國有資金投入。
由于x86架构是Intel公司的专有架构，且Intel并未直接向兆芯授权生产x86架构处理器，因此兆芯的x86授权只能来自于威盛。根据资料，兆芯初期的CPU和GPU均由威盛产品改良而来（基于VIA Nano架构和S3 Graphics）。公司曾用英文名VIA Alliance Semiconductor Co Ltd.也展示了兆芯和威盛的关系。

## 产品线[5]

### CPU
开先ZX-A系列：早期产品，基于VIA Nano X2 C4350AL改良而来，采用40nm工艺，低功耗双核双线程CPU，主频1.6GHz，最大睿频频率为1.73GHz，支持Intel VT虚拟化技术。已停产。
开先ZX-C系列：开先ZX-A系列升级产品，基于VIA QuadCore-E & Eden X4改良而来，采用28nm工艺，四核四线程，TDP6~18W，支持SSE4.2、AVX，VIA PadLock支持SM3与SMS4国密算法。
开先ZX-C+系列：代号“张江”，开先ZX-C系列升级产品，四核四线程，性能略有提升。
开胜ZX-C+系列：代号“张江”，开先 ZX-C+系列更高端产品，采用28nm工艺，八核八线程，主频2.0GHz，TDP35W。
开胜KH-20000系列：代号“五道口”，中国第一颗支持DDR4内存的通用服务器处理器，采用28nm工艺，八核八线程、带有24通道PCIE3.0接口、双通道DDR4高速内存控制器（可支持ECC UDIMM/RDIMM，最大内存容量128GB），8MB二级缓存，主频1.8~2.0GHz。台积电代工。
开先KX-5000系列：代号“五道口”，中国第一颗支持DDR4内存的通用处理器，采用28nm工艺，内置GPU（支持DirectX 11.1），有四核四线程、八核八线程两个版本，对应4MB、8MB二级缓存，主频1.8~2.0GHz，FSB总线，支持SSE4.2、AVX指令集。多核理论性能接近第七代Intel Core i3处理器，但單核性能較為孱弱。台积电代工。
开先KX-6000系列：代号“陆家嘴”，采用16nm工艺，在芯片上完成了CPU、GPU和芯片组的集成，主频最高3.0GHz，支持双通道DDR4内存，最大容量可达64GB，支持PCI-E 3.0以及USB3.1 Gen1。多核理论性能接近第七代Intel Core i5处理器，但單核性能較為孱弱。

### 扩展芯片
ZX-200 IO扩展芯片：采用40nm工艺，兼容PCI-E 2.0，内置SATA和USB控制器，提供2个USB 3.1 Gen2（支持TYPE-C），3个USB 3.1 Gen1以及6个USB 2.0接口进行数据传输，兼容SATA3.0。

### 芯片组
ZX-100S 芯片组：采用40nm工艺，支持4根ECC DDR3 1600MHz的UDIMM，最大支持64GB物理内存空间，兼容PCI-E 3.0，并支持热插拔与IO虚拟化，支持USB 3.0，集成图形处理器。

## 市场情况
兆芯目前已与多家知名整机厂商合作，推出众多领域相关产品，包括台式机的联想开天系列、清华同方超翔系列、上海仪电智通秉时Biens系列等，一体机领域有昂达、技讯、联想开天、上海仪电智通秉时，服务器领域则有联想ThinkServer系列、中科曙光、光星高科、众新等。此外，在党政军市场中有所收获。